# Анна Даласина
Анна Даласина (на средногръцки: Ἄννα Δαλασσηνή) е византийска императрица, майка на император Алексий I Комнин.

## Произход
Родена е около 1030 г. в семейството на Алексий Харон и дъщеря на Адриан Даласин, вероятно син на антиохийския дука Теофилакт Даласин. Тъй като семейството на Адриан Даласин е по-знатно от това на Алексий, Анна приема фамилията на майка си и я използва през целия си живот, дори след като се омъжва за член на семейство Комнини.

## Брак с Йоан Комнин
Анна Даласина се омъжва за Йоан Комнин, брат на император Исак I Комнин.
През 1081 г. по-малкият син на Анна Даласина, Алексий Комнин, успява да се възкачи на византийския престол, след като извършва държавен преврат. Дълго време той се намира под влиянието на властната си майка. Тя е описана като умен и изключително способен политик, който управлява като регент, когато Алексий отсъства от Константинопол.
След възцаряването си Алексий I Комнин коронова майка си за августа – титла, която се връчва на императорската съпруга, в случая – Ирина Дукина. Двете жени трябва да споделят титлата, което не допада на Анна Даласина, като се има предвид отрицателното ѝ отношение към Ирина Дукина. Анна Даласина, която е отявлен враг на семейство Дука, опитва да убеди сина си да се разведе с младата Ирина Дукина и да се ожени за Мария Аланска, съпруга на предишните императори – Михаил VII Дука и Никифор III Вотаниат. Заради отношението на Анна Даласина Ирина Дукина дори не е допусната до церемонията по коронацията на съпруга си. Семейство Дука обаче принуждава константинополския патриарх Козма I да коронова Ирина Дукина, което става една седмица след коронацията на Алексий I Комнин. Така Анна Даласина е изправена пред свършен факт и е принудена да признае случилото се, но за сметка на това тя си отмъщава на патриарха, като урежда замяната му с патриарх Евстратий Гарида. Въпреки уреденото положение на Ирина Дукина, Анна Даласина не престава да показва своето първенство пред снаха си и дори си присвоява правото да възпитава дъщеря ѝ, Анна Комнина.

## Потомство
Анна Даласина и Йоан Комнин имат осем деца:
- Мануил Комнин
- Мария Комнина – омъжена за Михаил Таронит
- Исак Комнин – женен за Ирина Аланска, братовчедка на императрица Мария Аланска
- Евдокия Комнина – омъжена за Никифор Мелисин
- Теодора Комнина – омъжена за Константин Диоген
- Алексий I Комнин
- Адриан Комнин – женен за Зоя, дъщеря на император Константин X и Евдокия Макремволитиса
- Никифор Комнин